# Wzgórze bazaltowe w Bogatyni
Wzgórze bazaltowe w Bogatyni – wzniesienie (313 m n.p.m.), zbudowane z bazaltów. Położone jest naprzeciwko osiedla mieszkaniowego, przy Al. Zesłańców Sybiru w Bogatyni. W wierzchołkowej części wzniesienia występują naturalne odsłonięcia bazaltów w formie niewysokich do 2–3 metrów ścianek – wychodni skalnych. Na kulminacji w pobliżu wzniesienia znajduje się wieża telekomunikacyjna

## Położenie fizycznogeograficzne i administracyjne
Wzgórze położone jest w mezoregionie Obniżenie Żytawsko-Zgorzeleckie.
Teren stanowi własność samorządu miasta Bogatynia. Obiekt przedstawiony jest na Szczegółowej mapie geologicznej Polski w skali 1:50 000, na arkuszu 792 Bogatynia (Zittau). Teren znajduje się poza obszarami chronionymi.

## Budowa geologiczna
W obrębie Obniżenia Żytawsko-Zgorzeleckiego wydzielono dwie strefy tektoniczne o większym znaczeniu regionalnym. Stanowią one strefę brzeżną zapadliska tektonicznego (zapadlisko żytawskie). Uskok zachodni – Nysy Łużyckiej, biegnie doliną Nysy Łużyckiej od Pieńska, przez Zgorzelec po Żytawę. Dyslokacja wschodnia – Smedy, składa się z kilku uskoków segmentowych, z których dwa południowe fragmenty oddzielają wyniesiony blok izerski, wraz z Górami Izerskimi, od skrzydła zrzuconego, na którym jest założony basen żytawski. Te dwa uskoki, będące przedłużeniem dyslokacji Smedy, są znane w literaturze pod nazwami uskoków: Bogatyni i Opolna Zdroju. Rozwój rozłamów uskoków był związany z młodymi ruchami tektonicznymi orogenezy alpejskiej, czemu towarzyszyła aktywność wulkaniczna, której pozostałością są liczne wystąpienia bazaltów.
Bazalty koło Bogatyni należą do tzw. trzeciorzędowej formacji bazaltowej, która jest częścią środkowoeuropejskiej prowincji wulkanicznej. Na sąsiadującym z zapadliskiem żytawskim Pogórzu Czeskim wydzielono trzy fazy wulkanizmu trzeciorzędowego. Pierwsza i najsilniejsza faza rozpoczęła się z początkiem miocenu dolnego. Wówczas miały miejsce ruchy tektoniczne fazy sawskiej (przełom oligocen – miocen dolny) oraz fazy styryjskiej (przełom miocen środkowy – miocen górny). Druga, nieporównanie słabsza faza erupcji zaznaczyła się po dolnym tortonie, a czas jej trwania na pewno nie przedłuża się do czwartorzędu. Trzecia faza wulkanizmu przypada w plejstocenie. Wśród trzeciorzędowych utworów wulkanicznych rejonu Bogatyni wydzielono trzy główne typy petrograficzne, a mianowicie: bazalty bezhornblendowe, bazalty hornblendowe oraz „skały jasne”, do których zaliczono trachyandezyty i fonolity trachitowe.
W rejonie na wschód od Bogatyni bazalty znajdują się pomiędzy Opolnem-Zdrój a Markocicami i tworzą ciąg wychodni biegnących wzdłuż głównych linii dyslokacyjnych. Występują one w formie wzniesień o stromych stokach, żył oraz pokryw lawowych, zbudowanych z odpornych na procesy erozji skał bazaltowych. Bazalty w rejonie opisywanego wzniesienia znajdują się prawdopodobnie w obrębie fragmentu pokrywy lawowej. Posiadają one strukturę porfirowatą i teksturę fluidalną. Skały te składają się z: plagioklazu, augitu (fenokryształy), magnetytu, tlenków żelaza, chlorytu, biotytu, nefelinu i kwarcu.

## Znaczenie i dostępność turystyczna
Stanowisko wychodni bazaltów stanowi miejsce rekreacyjne i punkt widokowy na Bogatynię. W jego pobliżu wyznaczono lokalną trasę turystyczną, co objaśnia umieszczona tam tablica informacyjna. Wzgórze jest dobrze dostępne i dobrze wyeksponowane, a jego stan jest zadowalający. Wzgórze jest miejscem, w którym możliwe jest prowadzenie obserwacji wykształcenia skał bazaltowych i ma znaczenie dydaktyczne. Jednocześnie stanowisko posiada dogodną lokalizację w Bogatyni.